# 아마나촌
아마나촌(天名村)은 일본 미에현 가와게군에 설치되었던 촌이다. 현재의 스즈카시의 일부에 해당한다.